# Pleven
Pleven (bugarski: Плевен, povijesno znan i kao Plevne, po turskom nazivu mjesta ili kao Plevna, po engleskom nazivu mjesta) sedmi je grad po veličini u Bugarskoj, sa 137.000 stanovnika. Nalazi se u sjevernom dijelu zemlje i administrativno je sjedište istoimene Plevenske oblasti.
Povijesno je poznat po opsadi Plevena iz 1877. Danas je najznačajniji gospodarski centar sjeverozapadne Bugarske.

## Zemljopisne osobine
Pleven se nalazi u bogatom poljoprivrednom kraju, na ravnom dunavskom platou (centru antičke pokrajine Mezije) i okružen je vapnenačkim brežuljcima. Leži 170 km od Sofije, 320 km zapadno od Crnog mora i 50 km južno od Dunava.
Rijeka Vit teče nedaleko od grada, a rječica Tučenica (nju ljudi iz Plevena zovu Barata, što znači potočić) teče kroz grad.
Klima u gradu je kontinentalna, s hladnim zimama (najniže se temperature spuštaju i do -15°C) i vrlo vrućim ljetima (do +35, pa čak i +44°C).

## Povijest

### Od neolita do antike
Najstariji tragovi ljudskih naseobina otkriveni u okolici i sežu do 5000. pr. Kr. Pronađeni su i brojni predmeti Tračana, koji su tisućljećima naseljevali ovaj kraj.
Na početku nove ere, Pleven i njegova okolica postali su dio antičke provincije Mezije, a u blizini grada niklo je rimsko naselje Storgosia, kao odmorište na važnom rimskom putu iz Oescusa (danas mjesto Gigen) za Philippopolis (današnji Plovdiv). Ovo odmorište kasnije je pretvoreno u utvrdu. Na tom je lokalitetu otkopana ranokršćanska bazilika iz 4. stoljeća.

### Za srednjeg vijeka
Za srednjeg vijeka, Pleven je postao najjače uporište Prvog i Drugog Bugarskog carstva. Po dolasku Slavena, naselje dobiva ime Pleven, a to je vjerojatno došlo od staroslavenske riječi plevnja (u značenju žitnica, hambar) ili od riječi plevel, što bi pak značilo 'plijeva.
Ime Pleven zabilježeno je prvi put u povelji hrvatsko-ugarskog kralja Stjepana V. 1270., u vezi s njegovim vojnim pohodom na bugarske zemlje.

### Za vrijeme osmanske vlasti
Za vrijeme vladavine Osmanskog Carstva, Pleven je neznatno izmijenio ime u tursku inačicu - Plevne. U vrijeme bugarskog nacionalnog preporoda na početku 19. stoljeća podignute su mnoge crkve, škole, mostovi i drugi javni objekti.
Prva građanska škola u gradu podignuta je 1825. godine, a prva za žensku mladež 1840. Pleven je bio mjesto u kojem je bugarski nacionalni heroj Vasil Levski osnovao svoj revolucionarni komitet 1869., kao dio veće međunarodne revolucionarne organizacije.

### Opsada Plevena
Grad je bio poprište velikih borbi za vrijeme opsade rusko-rumunjske vojske za Rusko-turskog rata 1877. – 1878.
Ova dugotrajna opsada (5 mjeseci) stajala je Ruse i Rumunje 38.000 poginulih, nakon četiri krvava juriša na grad. Zauzimanje citadele 28. studenog 1877. bilo je ključni događaj u Ratu za oslobođenje Rumunjske i kasnije je utrlo put za oslobođenje Bugarske.

### Pleven za modernih vremena
Nakon oslobođenja od turaka Pleven se ubrzano razvio u središnje mjesto tog dijela Bugarske.
Bugarska nacionalna seljačka zajednica (stranka po mnogočemu bliska HSS-u), inače najjača politička snaga između dva svjetska rata, osnovana je u Plevenu u prosincu 1899.

## Gospodarstvo
Pleven se za dugo vrijeme socijalističke vladavine razvio u značajan industrijski centar, tako je podignuta rafinerija, pogoni metalne industrije, proizvodnja strojeva, kao i pogoni lake i prehrambene industrije. Od 1989. i pada socijalizma, mnogi su se pogoni našli u dubokoj krizi, poput rafinerije Plama. Mnogi su pogoni zatvoreni, a većina ih je bitno smanjila proizvodnju. Nakon 2000-ih stanje se počelo popravljati, naročito u lakoj industriji (predionice i modna industrija). Nezaposlenost pada, 2000. bila je 17% a 2005. pala je na 7,5%.

## Transport
Pleven je važno prometno čvorište; preko njega ide međunarodni željeznički pravac Sofija-Bukurešt-Moskva. Pored grada prolazi međunarodni cestovna magistrala E 83. Trasa buduće autoceste A2 Hemus Sofija-Varna treba proći 16 km južnije od grada.

## Gradovi prijatelji
- Brest, Bjelorusija
- Jinzhou, Kina
- Kaiserslautern, Njemačka
- Edessa, Grčka
- Volos, Grčka
- Bitolj, Sjeverna Makedonija
- Kavadarci, Sjeverna Makedonija
- Agadir, Maroko
- Guimarães, Portugal
- Moskva Centralni administrativni okrug, Rusija
- Rostov na Donu, Rusija
- Brăila, Rumunjska
- Gornji Milanovac, Srbija
- Bursa, Turska
- Chernivtsi, Ukrajina
- Charlottesville, Virginia, SAD

## Vanjske poveznice
- Stranice općine Pleven (bug.)
- Gradovi i sela u Plevenskoj Oblasti; karte,stanovništvo, poštanski i telefonski brojevi, podatci (bug.) (engl.) (njem.) (fr.) (tal.) (šp.) (rus.) (port.) (grč.) (nizoz.) (kin.)
- Slike iz Plevena (engl.)
- Regionalni povijesni muzej  Arhivirana inačica izvorne stranice od 19. travnja 2021. (Wayback Machine) (bug.) (engl.)